# Borovak pri Polšniku
Borovak pri Polšniku (izgovarjava [bɔɾɔˈʋaːk pɾi ˈpoːu̯ʃniku]) je naselje v Občini Litija v osrednji Sloveniji. Naselje je del tradicionalne pokrajine Štajerska. Danes je naselje del Zasavske statistične regije, a je bilo do januarja 2014 del Osrednjeslovenske statistične regije.

## Ime
Borovak pri Polšniku se v najstarejših znanih pisnih virih prvič omeni leta 1499 kot Borowackh. Leta 1955 je bilo naselje preimenovano iz Borovak v Borovak pri Polšniku.